# Ray Lovelock
Pour les articles homonymes, voir Lovelock (homonymie).
Raymond Lovelock, dit Ray Lovelock, est un acteur italien né le 19 juin 1950 à Rome et mort le 10 novembre 2017 à Trevi.

## Biographie
La mère de Raymond Lovelock était italienne, tandis que son père était anglais. Ils s'étaient rencontrés lors de l'occupation de l'Italie à la fin de la Seconde Guerre mondiale.
Après avoir tourné quelques publicités, exploitant son physique de chérubin, Ray Lovelock se tourne vers la musique. Il aurait joué dans un groupe de rock avec Tomás Milián, un de ses amis, en compagnie duquel, il débute dans le film Tire encore si tu peux de Giulio Questi. Il poursuit une carrière dans les polars (Bandits à Milan de Carlo Lizzani, La rançon de la peur d'Umberto Lenzi, Rome violente de Marino Girolami) et dans les films d'horreur (Frissons d'horreur d'Armando Crispino, La Dernière Maison sur la plage de Francesco Prosperi, Murder Rock de Lucio Fulci).
Il se tourne ensuite vers la télévision italienne. Il joue le rôle du docteur Hans Rudolf dans la série Les Destins du cœur (Incantesimo).
Il est marié à Gioai Lovelock, qui est aussi son agent et a une fille Francesca Romana, qui est assistante à la réalisation.
Grand amoureux de football (dans Bandits à Milan, il joue un prodige de la balle), il est le capitaine de l'équipe des comédiens italiens.

## Filmographie

### Cinéma
- 1965 : Darling de John Schlesinger (non crédité)
- 1967 : Tire encore si tu peux (Se sei vivo spara) de Giulio Questi (crédité comme Raymond Lovelock) : Evan Templer
- 1968 : Les Jeunes Tigres (I giovani tigri) d'Antonio Leonviola
- 1968 : Bandits à Milan (Banditi a Milano) de Carlo Lizzani : Donato Lopez
- 1968 : Opération fric (Sette volte sette) de Michele Lupo
- 1969 : Un Amour à Trois (Plagio) de Sergio Capogna (crédité comme Raymond Lovelock) : Guido
- 1969 : La peccatrice adolescente de Roger Fritz (crédité comme Raymond Lovelock)
- 1969 : Toh, è morta la nonna! de Mario Monicelli
- 1969 : L'amica d'Alberto Lattuada : Claudio Nervi
- 1970 : Les Sorcières du bord du lac (Il delitto del diavolo) de Tonino Cervi (crédité comme Raymond Lovelock)
- 1971 : Meurtre par intérim (Un posto ideale per uccidere) d'Umberto Lenzi (crédité comme Raymond Lovelock)
- 1971 : Un violon sur le toit (Il violinista sul tetto) de Norman Jewison (crédité comme Raymond Lovelock)
- 1973 : Il giorno del furore d'Antonio Calenda (crédité comme Raymond Lovelock)
- 1973 : Un modo di essere donna de Pier Ludovico Pavoni
- 1974 : Brigade volante (Squadra volante) de Stelvio Massi
- 1974 : Il miglior sindaco, il re de Rafael Gil (crédité comme Raymond Lovelock)
- 1974 : La Rançon de la peur (Milano odia: la polizia non può sparare) d'Umberto Lenzi
- 1974 : Le Massacre des morts-vivants (Non si deve profanare il sonno dei morti) de Jorge Grau
- 1975 : Frissons d'horreur (Macchie solari) d'Armando Crispino
- 1975 : Rome violente (Roma violenta) de Marino Girolami
- 1975 : Marche pas sur ma virginité (La moglie vergine) de Marino Girolami
- 1976 : Deux Flics à abattre (Uomini si nasce poliziotti si muore) de Ruggero Deodato
- 1976 : Pronto ad uccidere de Franco Prosperi
- 1976 : Le Pont de Cassandra (Cassandra Crossing) de George Cosmatos
- 1977 : La vergine, il toro e il capricorno de Sergio Martino
- 1977 : L'avvocato della mala (it) d'Alberto Marras
- 1978 : La Grande Bataille (Il grande attacco) d'Umberto Lenzi
- 1978 : La Dernière Maison sur la plage (La settima donna) de Franco Prosperi
- 1978 : Avoir vingt ans (Avere vent'anni) de Fernando Di Leo
- 1979 : L'anello matrimoniale (it) de Mauro Ivaldi
- 1979 : De l'enfer à la victoire (Contro 4 bandiere) d'Umberto Lenzi
- 1979 : Scusi lei è normale? d'Umberto Lenzi
- 1979 : Play Motel (it) de Mario Gariazzo
- 1980 : Prima della lunga notte (L'ebreo fascista) de Franco Molè
- 1984 : Murder Rock (Murderock - Uccide a passo di danza) de Lucio Fulci
- 1988 : Mak π 100 (it) d'Antonio Bido
- 1998 : La vuelta de El Coyote de Mario Camus
- 1999 : Una vita non violenta de David Emmer (it) (non crédité)
- 2000 : Il fratello minore (it) de Stefano Gigli
- 2000 : Delitto in prima serata d'Alessandro Capone
- 2012 : The World of Hemingway de Giuseppe Recchia
- 2013 : Controra de Rossella De Venuto
- 2015 : Barbara ed io (it) de Raffaele Esposito (it)
- 2016 : My Father Jack (it) de Tonino Zangardi

### Télévision
- 1981 : La casa rossa - mini-série télé, 5 épisodes
- 1982 : Una tranquilla coppia di killer - mini-série télé, 3 épisodes
- 1983 : L'amante dell'Orsa Maggiore - mini-série télé, 7 épisodes
- 1984 : La ragazza dell'addio - mini-série télé, 3 épisodes
- 1984 : I due prigionieri - téléfilm
- 1985 : A viso coperto (it) - téléfilm
- 1986 : Mino - Il piccolo alpino (it) - mini-série télé, 4 épisodes
- 1987 : Manu - téléfilm
- 1987 : Uomo contro uomo - téléfilm
- 1989 : Solo - mini-série télé, 3 épisodes
- 1989 : Quattro piccole donne (it) - série télé
- 1990 : La piovra 5 - Il cuore del problema (it) - mini-série télé, 1 épisode
- 1991 : La ragnatela - mini-série télé
- 1991 : La stella del parco - série télé
- 1991 : Un bambino in fuga - Tre anni dopo - mini-série télé, 3 épisodes
- 1992 : Alta società - mini-série télé, 2 épisodes
- 1992 : Softwar - téléfilm
- 1992 : Un posto freddo in fondo al cuore - téléfilm
- 1992 : Europa Connection - série télé
- 1992 : Il coraggio di Anna (it) - téléfilm
- 1992 : Brigada central II: La guerra blanca - série télé, 2 épisodes
- 1993 : La ragnatela 2 (it) - mini-série télé, 3 épisodes
- 1993 : Delitti privati (it) - mini-série télé, 4 épisodes
- 1993 : Moscacieca (it) - téléfilm
- 1995 : Vite a termine - téléfilm
- 1996 : Addio e ritorno - téléfilm
- 1997 : Dove comincia il sole (it) - série télé
- 1997 : Primo cittadino - série télé
- 1997 : Mamma per caso (it) - mini-série télé, 4 épisodes
- 1999 : A due passi dal cielo (it) - téléfilm
- 1999 : Commesse (it) - série télé, 2 épisodes
- 1999 : Non lasciamoci più (it) - série télé, 1 épisode
- 1999 : Villa Ada (it) - téléfilm
- 2000 : Ricominciare (it) - série télé
- 2000 : Tequila & Bonetti (it) - série télé, 1 épisode
- 1999-2000 : Turbo (it) - série télé, 4 épisodes
- 2001 : Les Destins du cœur 4 (Incantesimo 4) - série télé
- 2001 : Inviati speciali - téléfilm
- 2002 : Lo zio d'America (it) - série télé, 8 épisodes
- 2002 : Les Destins du cœur 5 (Incantesimo 5) - série télé
- 2003 : Les Destins du cœur 6 (Incantesimo 6) - série télé
- 2004 : Un sacré détective (Don Matteo) - série télé, 1 épisode
- 2006 : L'ultimo rigore 2 - téléfilm
- 2006 : L'onore e il rispetto (it) - mini-série télé
- 2006 : Raccontami (it) - série télé, 4 épisodes
- 2008 : Capri (it) - série télé, 3 épisodes
- 2007-2010 : Caterina e le sue figlie - mini-série télé, 8 épisodes
- 2011 : Un amore e una vendetta (it) - mini-série télé, 8 épisodes
- 2011 : Il commissario Rex (it) - série télé, 1 épisode
- 2015 : Mia et moi - série télé, 2 épisodes
- 2016 : L'allieva (it) - série télé